# Arte rupestre en México
El arte rupestre en México es una serie y diversidad de representaciones rupestres, las cuales tienen presencia en innumerables yacimientos arqueológicos, en todo su territorio nacional (similar que gran cantidad de países del mundo), los cuales ya se han registrado más de 3000 sitios arqueológicos oficialmente. 
En México se han identificado 12 sitios arqueológicos abiertos al público. María del Pilar Casado López, antropóloga del INAH, ha publicado un mapa con la ubicación de los sitios rupestres de México en el libro Arte Rupestre de México para el Mundo.

## Regiones precolombinas
Estos yacimientos, se conservan, en tres distintas regiones en las que han sido clasificadas en México: En la parte norte del país, la cual cuenta con la mayor presencia de éstas expresiones culturales grabadas en piedras, están dos de las regiones, que son Oasisamérica, y también Aridoamérica. En Mesoamérica la cantidad de representaciones rupestres es menor, también se encuentran (Hidalgo, Oaxaca, Yucatán), gran cantidad de sitios con presencia de arte rupestre.
Cuando se habla de Oasisamérica, se incluyen tres grandes culturas: Pataya, Hohokam y Mogollón que, aunque su parte principal de ellas sucedió en lo que hoy es parte es Estados Unidos, en el extremo sur de ésas regiones, llegaron a cubrir cierta parte del actual México (Baja California, Sonora, Chihuahua), en donde podemos encontrar algunos rasgos típicos de ésas culturas. 
En Aridoamérica, se puede considerar los estados del norte mexicano como son de Baja California Sur, Sinaloa, Chihuahua, (cultura Casas Grandes o Paquimé); Coahuila, Nuevo León, Tamaulipas y Guanajuato.
Tres técnicas fueron utilizadas, por los antiguos residentes de ésas zonas, para alterar la superficie de las rocas de los diversos sitios donde se han realizado el arte rupestre así, es el a) delineado de figuras, con pintura o tinta plana, tanto en positivo como en negativo; b) petrograbado, ya sea grabados en roca por abrasión, desgaste o percusión a golpes y c) geoglifos, que son acumulación de rocas o limpieza de zonas para formar diseños predeterminados. Los dos primeros motivos, normalmente van de pocos centímetros y hasta algunos metros, y los terceros pueden alcanzar decenas o centenas de metros.

## Arte rupestre en las entidades federativas
Con relación al arte rupestre nacional, la información formal y oficial para al público, así como el acceso es escasa y restringida, así como el interés, los recursos asignados a ello, tanto para la difusión, educación, resguardo y custodia oficial de los sitios. Por lo tanto, la educación de los visitantes es insuficiente, y los sitios, son frecuentemente motivo de vandalismo.
En cada una de las entidades federativas se puede encontrar uno o varios sitios rupestres, donde la mayoría se estima que tienen antigüedad que va desde 12 000 a 10 000 años, hasta más recientes (500 a 600 años), dependiendo de la zona, de que se trate. 

### Arte rupestre en Baja California (Norte)
El arte rupestre en México se pueden encontrar sitios importantes, al norte de la península de la Baja California, en donde al menos hay 17 sitios registrados con influencia de la cultura kumiai y otros lugares en el municipio de Tecate, como El Vallecito en Baja California, Valle Seco, Piedras Gordas. El Arte Rupestre en Baja California es de lo más diverso, pues va desde lo muy básico hasta el estilo Gran Mural de Baja California Sur. Podemos encontrar pinturas rupestres de la tribu cucapáh en el municipio de Mexicali.  
Los Kiliwas cuentan con sus vestigios de arte rupestre en el Municipio de Ensenada. 

### Arte rupestre en Baja California Sur
El arte rupestre en Baja California Sur, están las Pinturas Rupestres de la Sierra de San Francisco las cuales se le denomina como "Gran Mural" y marcaron un estilo a nivel mundial de arte rupestre, por lo que así son conocidas, mismas que han sido consideradas Patrimonio Mundial de la Humanidad por la Unesco desde 1993. 

### Arte rupestre en Sonora
Del arte rupestre en Sonora, que cuenta con influencia Hohokam, se pueden encontrar innumerables sitios, como ejemplo se pueden mencionar La Proveedora (Caborca) y los de la cultura de Trincheras, que incluye al cerro de Trincheras, aledaño a la población del mismo nombre. Al sur de Hermosillo podemos encontrar La Pintada (Sonora). El arte rupestre en Cucurpe lo encontramos en las inmediaciones del arroyo Saracachi y del río San Miguel.

### Arte rupestre en Sinaloa.
El arte rupestre de Sinaloa, cuenta con múltiples sitios con representaciones rupestres destacando entre ellas "Las Labradas", sitio a la orilla del mar, y otros 6 sitios distribuidos a lo largo y ancho del estado.

### Arte rupestre en Nayarit
El arte rupestre en Nayarit, cuenta con diversos sitios, sin embargo solo 5 de ellos cuentan con información pública y sólo el de Ixtlán está bajo el resguardo del INAH. Los sitios son: 
- El Cerro de Los Coamiles en Tuxpan.
- La pila del mono en el poblado de Huajicori al norte de Acaponeta.
- El cantil de las ánimas en el poblado de Jesús María Cortés.
- Petroglifos en el cerro de la Contaduría en San Blas.
- Sitio el Terrero, parte y anexo al complejo los Toriles en Ixtlán.
- Altavista sitio cercano a Chacala en la Bahía de Jaltemba.